# Сочи (река)
Со́чи (адыг. Шъачэ, абх. Шəача, убых. Шьача) — река в Краснодарском крае России, протекает по территории Центрального и Хостинского районов города-курорта Сочи.

## Гидрография

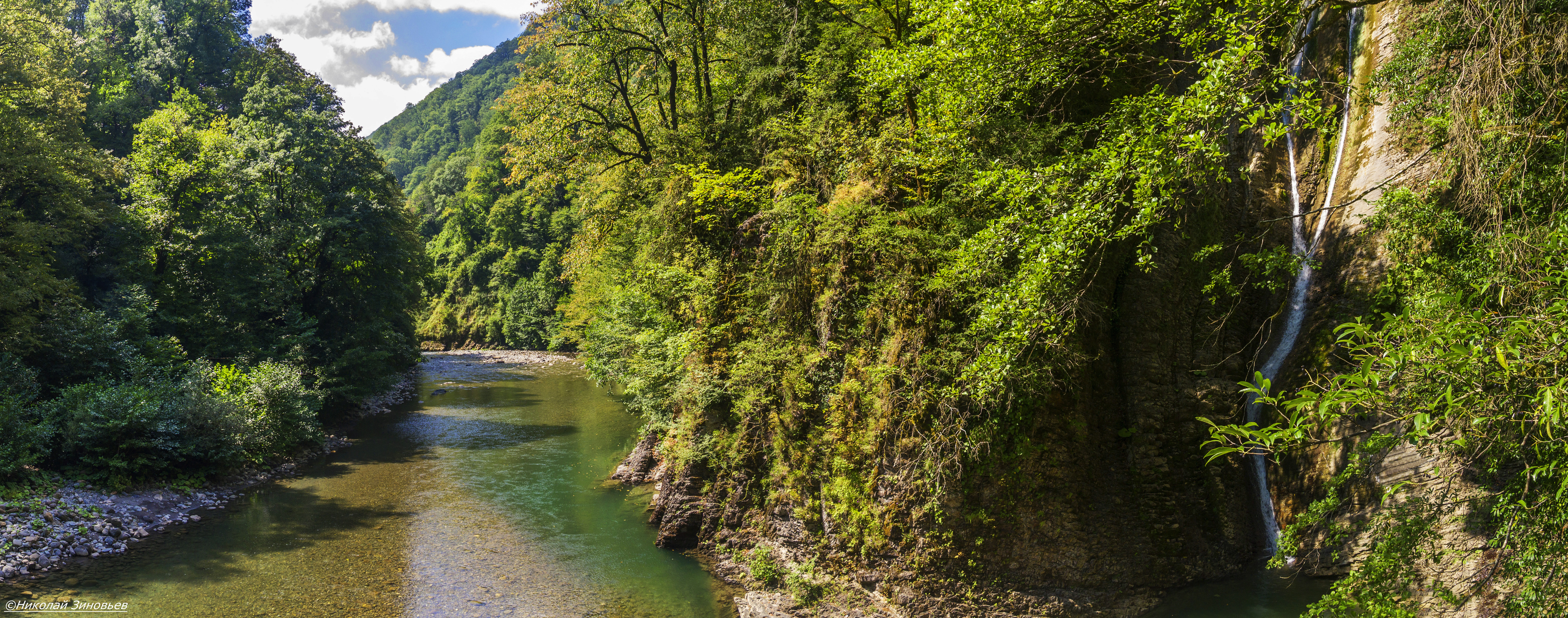
Река Сочи и Ореховский водопад

Длина реки — 45 км, площадь водосборного бассейна — 296 км². Среднегодовой расход воды в районе села Пластунка составляет 15,6 м³/с.
Впадает в Чёрное море на территории Центрального района Сочи, где берега взяты в цемент. Другие населённые пункты по её течению — Барановка, Пластунка, Ореховка, Ажек.
Притоки — Агва, Ац, Ушха, Иегошка 1-я, Монашка 1-я, Иегошка 2-я, Монашка 2-я, Ажек, Хлудовский ручей.
Самый большой приток реки Сочи — река Агва. Её длина — 14,5 километра.

## Хозяйственное значение
Во времена НЭПа в долине реки Сочи (на притоке Ушхо и в районе Чабаньего Брода) располагался городок старателей, разрабатывающих рассыпное месторождение золота. В городке были своя баня и магазин. В 1936—1938 годах на реке в ущелье Пластунские ворота Главгидроэнергострой вёл строительство гидроэлектростанции, вложив в него 11 млн рублей, затем законсервировал стройку из-за низких технико-экономических показателей и отсутствия средств. В качестве компенсации были начаты проектно-изыскательские работы по гидроэлектростанции на реке Мзымта.

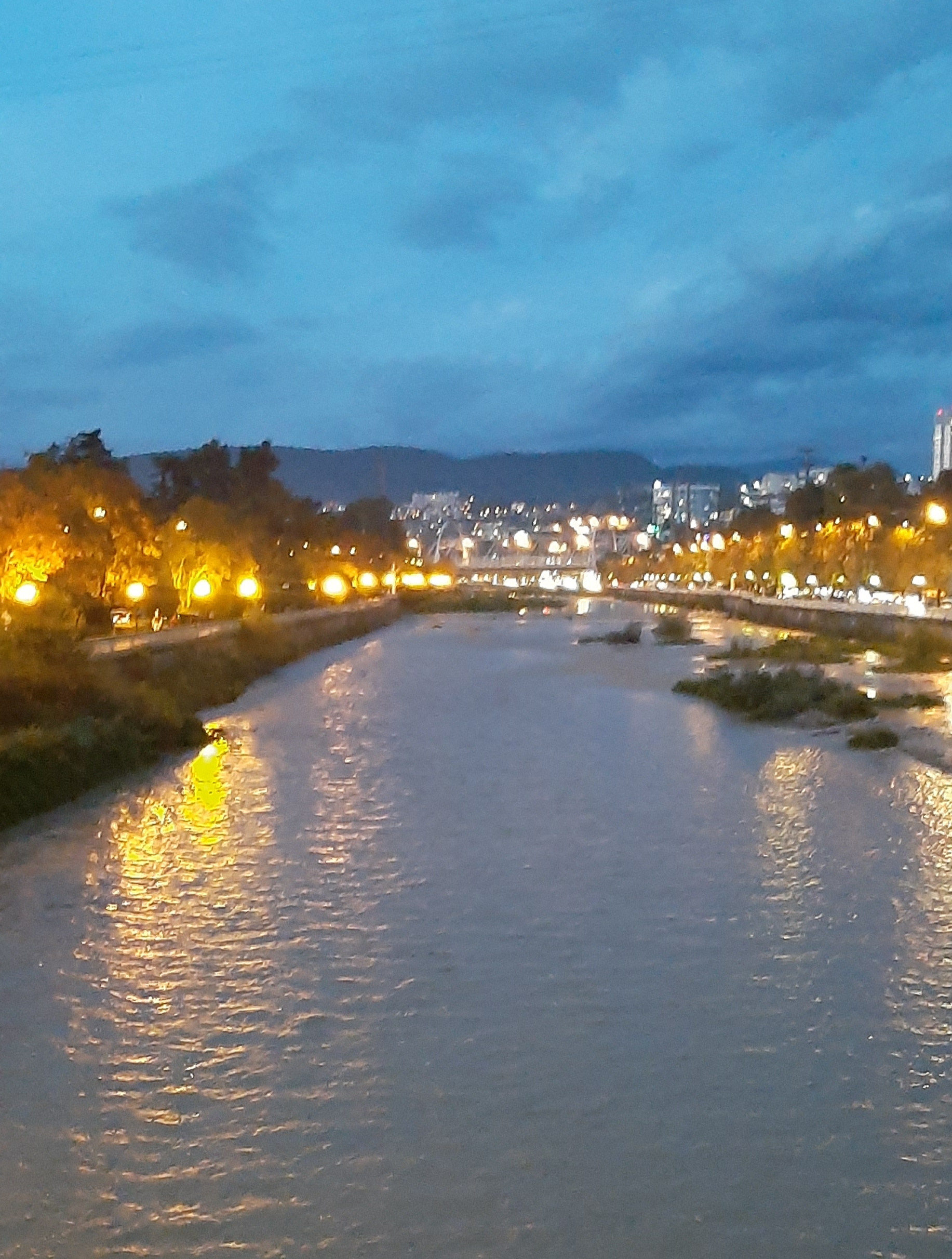
Река в центре Сочи

| Средний расход воды (м³/с) реки Сочи по месяцам и за год с 1927 по 1985 гг. (замеры производились на гидрологическом посту в районе с. Пластунка) |

## Притоки
- 2 км: Хлудовский ручей
- 19 км: река Агва (Агуа)
- 20 км: река Ажек
- 25 км: река Ац
- 25 км: река Ушха (Уушха)